# Morettus strangulatus
Morettus strangulatus là một loài bọ cánh cứng trong họ Cerambycidae.